# Künstliche Höhlen auf den Balearen

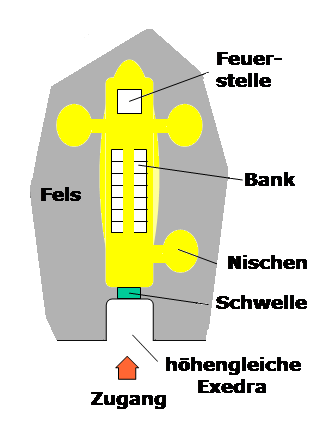
Artifizielle Cueva (Schema von Sant Vicenç, Mallorca)

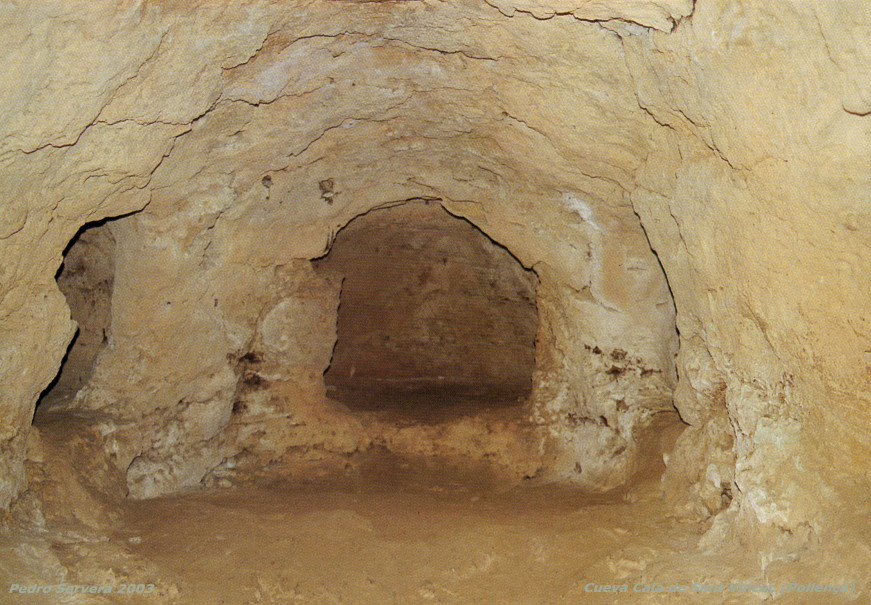
Feuerstelle von Cala Sant Vicenç II. Links Zugang zu einer Seitennische erkennbar

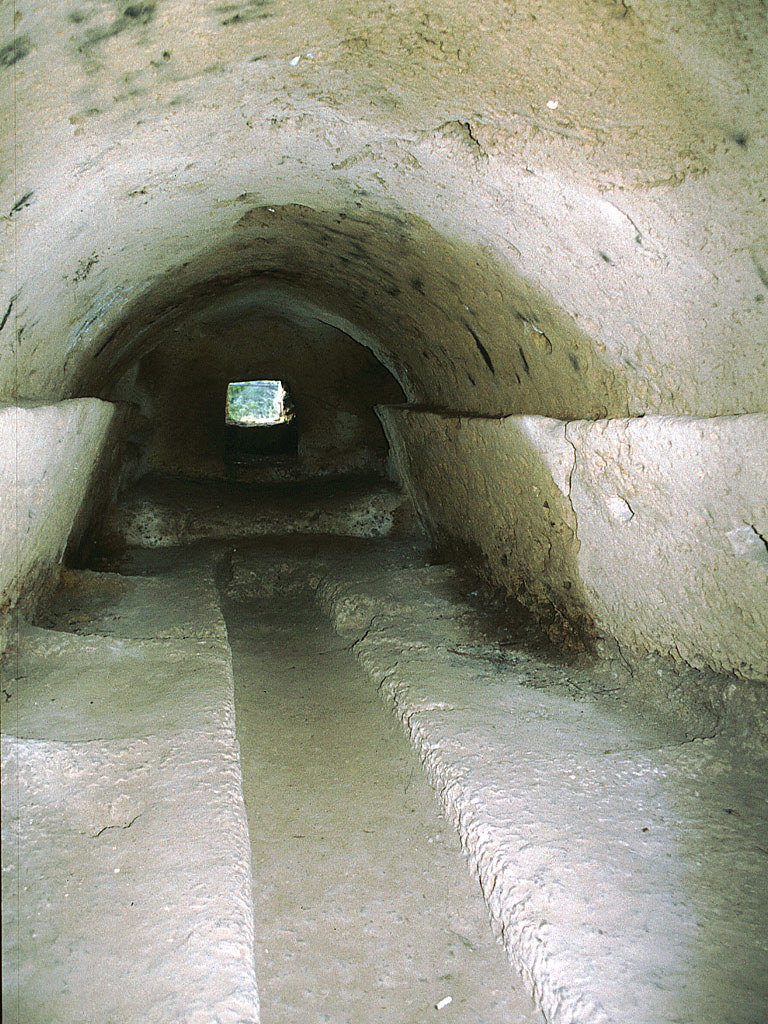
Kulthöhle von Son Ferrer

Die im Spanischen Cuevas (Höhlen) genannten artifiziellen Höhlen auf den Balearen sind in Fels getriebene Grotten. Sie wurden seit etwa 3000 v. Chr. von den ersten Besiedlern des Archipels angelegt. Meist handelt es sich um einen zigarrenförmigen Raum, der mit einem Vorraum, einer Feuergrube, Bankaltären und unterschiedlich vielen nahe der Kopfnische oder nahe dem Zugang liegenden Seitennischen ausgestattet ist.
Die gestreckte am Ende apsisartig gerundete Cueva wurde in der anschließenden Navetakultur in Freilandarchitektur übertragen. Sie wurde ab 1400 v. Chr. von der Talayot-Kultur weitgehend aufgegeben, erschien aber mit den Taulas und Hypostyloi auf Menorca erneut. Cuevas haben nur eine niedrige, lediglich zu durchkriechende Eingangsöffnung. Sie wurden zunächst als Wohnhöhlen beschrieben, in denen später auch beerdigt wurde. Als Beispiel wird die Naturhöhle Son Boronat (Mallorca) angeführt, wo sich Holzsärge fanden. Artifizielle und Naturhöhlen auf den Balearen scheinen indes lange kultisch genutzt worden zu sein.

## Kulte in Höhlen auf Menorca
In den 1990er Jahren wurden einzigartige archäologische Entdeckungen in den Naturhöhlen von Es Càrritx und Es Mussol im Westen der Insel Menorca gemacht. Etwa 90 m vom Höhleneingang entfernt spürte man ein Versteck mit Holz, Metall und Keramikobjekten auf, darunter Holz und Hornzylinder mit rot gefärbtem Menschenhaar. In einer kleinen Kammer im Inneren der Höhle von Es Mussol fand man etliche Holzschnitzereien, insbesondere zwei menschliche Köpfe. Die Nutzung der Höhlen erfolgte zwischen 2000 und 800 v. Chr. Während sich schöpferische Kraft zunächst primär unter weiblichem Vorzeichen zeigte, fand etwa um 1200 v. Chr., im Kontext mit dem wirtschaftlichen und sozialen Wandel auf der Insel auch bei den Glaubensvorstellungen eine Verlagerung statt. Im Heiligtum Es Mussol nahm nun ein Mischwesen, halb Tier, halb Mensch, eine dominierende Stellung ein.
Obschon die Herkunft der ersten neolithischen Siedler, die etwa 4000 v. Chr. auf die Inseln kamen, unklar ist, weist die Form der artifiziellen Cuevas in Richtung Südfrankreich, wo die Gegend um Arles den genauesten Architekturvergleich ermöglicht. Sechs Kilometer von der Rhone liegen auf den Anhöhen der Montagne de Cordes bei Arles fünf artifizielle Grotten, darunter die imposante 25 m weit in den Fels getriebene, jedoch ohne Funde gebliebene Feengrotte. Ein anderes Gegenstück, allerdings in einfacherer Form (ohne Seitennischen) fand sich in der etruskischen Nekropole von Mattonara bei Civitavecchia.

## Die bronzezeitlichen „Höhlenheiligtümer“ auf den Balearen
Die Bronzezeit der Balearen unterscheidet sich von der des iberischen Festlandes, sie lässt sich eher mit zentralmediterranen Inseln wie Sardinien und Korsika verbinden. Besonders auf den größeren Inseln Mallorca und Menorca gab es eine ausgeprägte Bronzezeitkultur, auf Ibiza und Formentera scheint sich eine stärkere Besiedlung erst gegen Ende der Bronzezeit abzuzeichnen.
Mallorca und Menorca sind seit dem Neolithikum besiedelt, in der Kupferzeit wurden die Toten kollektiv in natürlichen Höhlen bestattet. Auch in der Frühbronzezeit blieb diese Sitte erhalten, es wurden aber auch künstliche Höhlen angelegt, diese werden Cuevas genannt.

Die ältesten dieser Höhlen sind rund und besitzen keinen Gang. Etwas spätere Höhlen sind dann größer mit Gang, aber weiterhin von rundlicher Form. Danach werden langgestreckte Kammern mit Gang angelegt. Diese lassen sich in die älteren Höhlen mit kurzem Gang und die jüngeren mit einem langen Gang, einem zentralen Graben und in die Felswand geschlagene Bänke unterteilen. Die jüngsten Höhlen sind mit einem Gang oder Vorhof angelegte langgestreckte Kammern, die seitliche Nebenkammern oder Nischen aufweisen.

Die rundlichen Höhlen datieren in die Frühbronzezeit die noch deutlich kupferzeitliche Einflüsse aufweist, charakteristische Funde sind ritzverzierte Keramik und V-förmig durchbohrte Knöpfe. Die langgestreckten Höhlen weisen ein anderes Fundspektrum auf, vor allem finden sich hier Umbruchkeramik und Nietendolche, diese lassen sich in die Mittelbronzezeit datieren. Die Umbruchkeramik ist nicht mit der iberischen Festlandkultur zu vergleichen, Parallelen finden sich eher auf den zentralmediterranen Inseln. Die spätesten Höhlen stehen im Zusammenhang mit der Spätbronzezeit, also der Talayotkultur. Wobei die Talayotkultur schon in der Mittelbronzezeit beginnt, da hier der Bau von Navetas und Prototalayot einsetzt, der teilweise bis zur römischen Besiedlung fortbesteht. Diese nachbronzezeitliche Zeit wird Posttalayotzeit genannt.
In der Spät und Endbronzezeit überwiegen im Gegensatz zu den Umbruchgefäßen sphärische Gefäßformen und Gefäße mit Standböden, die sich leicht von der rundbodigen frühen Keramik unterscheiden lässt. Bronzene Funde sind vor allem Flachbeile, in der Spätzeit Ärmchenbeile, Griffangel- und Nietendolche, Schwerter und Tierplastiken.
Die Funde und die Architekturkomplexe lassen sehr wenig Einfluss der Iberischen Halbinsel erkennen, eine engere Beziehung scheint zu den Kulturen anderer mediterraner Inseln sowie Südfrankreich bestanden zu haben. Ein reger Schiffsverkehr, vor allem zwischen den Balearen und Sardinien wird damit vorausgesetzt.

## Die bronzezeitlichen Höhlen auf Mallorca
27 natürliche Höhlen mit einer Nutzung in der Bronzezeit nennt Veny in seiner Arbeit von 1968, eine Zahl die heute sicher angewachsen ist. Besonders interessant ist die Höhle von Vernissa bei Santa Margarita. Dort wurden unverzierte Keramik, eine verzierte Scherbe und ein triangulärer Dolch gefunden. Die Bestattungen lagen in Reihen, durch Steinplatten voneinander getrennt unter einem groben Pflaster mit der Keramik neben den Köpfen. Der Dolch wurde in der untersten Schicht gefunden. Kugelige Töpfe fehlen völlig, welche die etwas entwickelteren Formen der künstlich angelegten Höhlen charakterisieren, stattdessen dominiert eine halbkugelige Form. Konische und doppelkonische Töpfe sind hier auch vertreten, die in den künstlichen Höhlen nur selten vorkommen.
Auch die Höhle von Sa Canova ist hier erwähnenswert. Hier fand sich eine große Menge an verzierten Scherben, neun Dolche und vierzehn Bronzepfrieme. Die Höhlen von Cas Hereu bei Lluchmayor, Trispolet bei Artá, Es Rosells bei Felanitx und Cometa des Morts bei Lluch brachten besonders viele Funde, besonders an knöchernen Knöpfen. Viele dieser Höhlen wurden auch in talayotischer Zeit weiter genutzt, was die Funde von jüngerer Keramik zeigen.
Besonders wichtig sind die drei Höhlen in der Deyá Region in den nördlichen Bergen von Mallorca, die einige C-14 Daten erbrachten. Die Höhle von de la Muertos bei Gallard enthielt Bestattungen aus verschiedenen Zeiten, diese enden laut Ausgräber William Waldren mit einer Brandbestattungssitte in Kalk. Die unterste Schicht erbrachte einige becherzeitliche Scherben zusammen mit einem auffälligen kurzköpfigem Schädel und einigen Knochen, die eine C-14 Datierung auf 1840±80 v. Chr. erbrachten. In der Nähe wurden in der Höhle von Marroig weitere C-14 Datierungen vorgenommen, bei menschlichen Überresten die hier als Zweitbestattungen identifiziert wurden, die zusammen mit einfacher bronzezeitlicher Keramik und einem stumpf-konischen Gefäß von schwarzer Farbe und Einschnitten am Rand, gefunden wurden. Diese Überreste datieren auf 1520±80 v. Chr. Der Abri von Son Matge erbrachte Skelettreste der Myotragus balearicus die Dama de Son Matge (Dame von Son Matge) und eine Datierung auf 1870±120 v. Chr.
Es gibt nur einige wenige Höhlen die als Wohnhöhlen angesehen werden können. Die Höhlen von Cova Calenta, Coll de Sa Batalla, Confessionari dels Mors, El Bous und Son Torrella werden als Wohnhöhlen bezeichnet, da sie zahlreiche Knochen- und Flintwerkzeuge enthielten. Künstliche Höhlen scheinen selten als Wohnhöhlen genutzt worden zu sein, es wurden eher natürliche Höhlen mit diesem Fundspektrum angetroffen.
Die Anlage von in den Fels gehauenen Grabanlagen für Gemeinschaftsbestattungen ist eine Sitte, die weit in der mediterranen Welt verbreitet war, und wird die Balearen auch relativ früh erreicht haben. Die beiden Inseln Mallorca und Menorca weisen eine bemerkenswerte Dichte von Höhlen auf, die auch aufgrund der geologischen Bedingungen wohl so zahlreich sind. Die meisten wurden in späterer Zeit aufgebrochen, geplündert oder auch wiederverwendet.
Die Nutzung von natürlichen und künstlich angelegten Höhlen fällt aus dem Kontext der Talayot-Kultur heraus. Man hat erkannt, dass sie größtenteils einer vortalayotischen Kultur zuzuschreiben sind und werden von manchen Autoren auch als „Balearische Höhlen-Kultur“ bezeichnet. Dieses Pretalayotikum lässt sich weiter unterteilen. Die natürlichen Höhlen werden schon im Neolithikum als Wohnstätten und Bestattungsorte genutzt, in der Kupferzeit (oder Äneolithikum) werden dann künstliche Höhlen in den Fels geschnitten.
Das Material aus den Höhlen wurde früher mit der El-Argar-Kultur auf dem spanischen Festland verglichen, neben den einfachen Bronzeformen, war es vor allem die knickwandige Keramik die als charakteristisch für die El-Argar-Kultur angesehen wurde. Heute ist aber klar, dass die El-Argar-Kultur auf den südöstlichen Raum Spaniens beschränkt ist und die Knickwandware in vielen westlichen Ländern schon etwas früher auftritt als in Spanien selbst. Kontakte zwischen den Balearen und dem Festland dürften zwar bestanden haben, aber die balearische Chronologie scheint von der spanischen Festlandkultur relativ unbeeinflusst geblieben zu sein.
Knickwandware und Flintwerkzeuge sind die charakteristischen Funde dieser frühen Epoche. In den 60er Jahren bestanden einige Zweifel an der Existenz dieser Phase, da es bis dahin nur eine einzige Knickwandscherbe aus der Bous Höhle bei Felanitx auf Mallorca gab, die man mit der Glockenbecherkultur in Zusammenhang bringen konnte. Seit dieser Zeit hat sich aber der Forschungsstand immens verbessert. Durch viele Grabungen in den Höhlen von z. B. Sa Canova bei Ariany in der mallorquinischen Ebene und vielen anderen Fundstätten in dieser Region, die Grabungen in den Höhlen von Soller und die Erforschungen der nördlichen Berge lieferten umfangreiches Keramikmaterial. Die Analyse dieser Ware mit ihrer sorgfältigen Dekoration, die an sardische und ligurische Keramik erinnert, lässt zu, dass man sie einem fortgeschrittenen Äneolithikum zuordnet. Die verzierte Keramik verliert an Dominanz und es erscheint unverzierte oder einfach dekorierte Ware, meistens kugeliger Form, aber auch konische oder knickwandige. Zur selben Zeit kommt die Bronze in Gebrauch.
Für eine weitere chronologische Unterteilung entwickelte der Archäologe G. Roselló Bordoy, der viele Höhlen auf Mallorca ergraben hat, ein dreiphasiges System der Höhlen selbst. Er unterschied eine erste Phase in der die natürlichen Höhlen, die vor allem in der nördlichen Bergregion vorkommen, genutzt wurden, in denen hauptsächlich verzierte oder unverzierte Keramik vorkam, deren Form die spanischen Archäologen „stumpf-konisch“ nennen. In der zweiten Phase ist die Keramik undekoriert und es fehlen konische Formen, in diesem Zusammenhang stehen wohl einige einfache künstliche Höhlen. Die komplexen künstlichen Höhlen stellen Roselló Bordoys dritte Phase dar, die oft in Zusammenhang mit anderen Höhlen ganze Nekropolen bilden, wie Son Toni Amer und die Nekropole von Cala Sant Vicenç. Das Material ist hier komplexer.
Unterschieden werden drei Typen, der dritte Typ wird noch einmal in zwei Phasen unterteilt, und eine letzte Phase wird der Talayot-Kultur zugerechnet.
Typ I
Die erste Phase stellen künstliche Höhlen dar, die kleine runde Kammern ohne Gang haben, wie Pont den Cabrera sowie natürliche Höhlen wie Son Torrella und Cueva dels Bous. Die typischen Funde sind verzierte Ware und Klingen aus Feuerstein und keine Bronze.
Typ II
Die zweite Phase; mit den typischen Funden von verzierter Ware und Abschlägen sowie bronzenen fünfeckigen Dolchen in Höhlen mit großen runden Kammern und einfachen Gängen wie in Son Suner IX.
Typ III Phase a
Höhlen mit länglichen Kammern ohne Begräbnisgraben und kurzen Gängen oder Schacht stellen diese Phase dar, in der unverzierte Keramik als Schalen und Töpfe, sowie bronzene Pfrieme, trianguläre Dolche und Pfeilspitzen vorkommen. Beispiele sind die Höhlen von Sa Tanca und Son Mulet.
Typ III Phase b
Hierzu gehören die meisten Höhlen der Nekropolen von Son Suner, Son Toni Amer und Sa Mola. Diese haben längliche Kammern mit einem zentralen Graben, Grabbänke und lange Gänge mit doppelten Vestibülen. Als materielle Hinterlassenschaften lässt sich unverzierte Keramik in allen Formen und unbearbeitete Abschläge finden sowie bronzene Pfrieme und Dolche.
Typ III Phase c
Der letzte und jüngste Typ bezeichnet Höhlen mit außerhalb liegenden Vorhöfen, langen Gängen mit doppelten Vestibülen, sowie länglichen Kammern mit hohen Leisten, sowie Seitenkammern und Nischen in den Wänden. Funde sind vor allem unverzierte Keramik. Die Höhlen von Cala Sant Vicens gehören zu dieser Phase.
Höhle 7 von Cala Sant Vicenç ist eines der großartigsten Beispiele für die Höhlen auf Mallorca. Ein sehr kleiner Gang führt in ein kleines Vestibül (die sogenannten doppelten Vestibüle), ein weiterer kleiner Gang führt in die Vorhalle, an der an beiden Seiten Nebenkammern angelegt wurden, und in die an der Vorhalle anschließende Hauptkammer. Eine schmale Leiste steht kurz unterhalb der „Tonnengewölbe“-Decke hervor und läuft nahezu die ganzen Seitenwände entlang.
Die obersten Schichten von einigen Höhlen enthielten campanische, römische und graue Keramik aus einer jüngeren Zeit. Also zeigt sich eine Wiedernutzung der alten Stätte in späterer Zeit.
Die materiellen Hinterlassenschaften
Die hauptsächlichen Funde sind Keramik, eingeritzte Verzierungen sind ein besonders wichtiges Element und lassen sich sehr gut mit den Verzierungen der Becherkultur vergleichen. Undekorierte Keramik der Prätalayotkultur konnte in verschiedene Formen unterteilt werden:
- rundbodige Töpfe mit oder ohne Handhaben, mit ausgestelltem Rand
- Flaschen mit hohem Schulterknick und konkav geschwungenem Hals
- Schüsseln mit starkem Bauchknick und ausgestelltem Rand
- einfache Kümpfe
- einfache Schüsseln
- kugelige Töpfe
- nahezu konische Becher und Tassen

Datei überwiegen die rundlichen Formen, und die Knickwandware steht an zweiter Stelle. Alle Gefäße sind aus einem derben Ton, von mehr oder weniger grauer Farbe.
Steinerne Funde sind vor allem Äxte und rechteckige Armschutzplatten, typisch für die Becherkulturen. Abschläge und Pfeilspitzen runden das Fundbild ab. Klingen aus Feuerstein kommen recht häufig vor, oft sind sie sehr lang und beidseitig retuschiert, sie sind aus Plattensilex, der wohl auf den Inseln verfügbar war.
Durchlochte Muscheln, Knochenperlen und -scheiben sowie v-förmig durchlochte Knöpfe haben sich in einigen Höhlen sehr gut erhalten. Besonders die Knöpfe sind häufig und typisch für die Prätalayot-Kultur. Es kommen auch dreieckige, prismenförmige, pyramidenförmige, konische und runde Knöpfe vor, mit seitlichen und anderen Durchlochungen. Die v-förmig durchlochten kommen auch in katalanischen, sardischen und anderen Küstenregionen des Mittelmeers vor und zeigen enge Verbindungen mit diesen Kulturen auf. Die prismenförmigen und pyramidenförmigen kommen vor allem in den natürlichen Höhlen der nördlichen Berge vor und dürften somit die ältesten sein. Die anderen Formen tauchen vor allem in den künstlichen Höhlen in der Ebene vor. Auch Knochenspitzen kommen vor allem in den Berghöhlen vor.
An bronzenen Funden lassen sich vor allem Pfrieme nennen. Halsketten wurden in der Coveta dels Morts gefunden. Bronzene Pfeilspitzen und gestielte Messer wurden in den jüngeren Phasen gefunden, vor allem sind es aber die Dolche, die eine Verbindung der Balearen mit anderen bronzezeitlichen Kulturen Europas erlauben. Die Dolche erscheinen in verschiedenen Formen: breitgestielte, fünfeckige oder dreieckige.

## Die Höhlen auf Menorca
Auf Menorca sind weniger Höhlen bekannt und bei weitem nicht so gut erforscht wie die mallorquinischen. Im Allgemeinen sind die Höhlen wie auch auf Mallorca in den Stein geschnitten, es gibt verschiedene Eingangssituationen, verschiedene Vorkammern und auch langgezogene Hauptkammern mit Seitenkammern. Manchmal wurden Felssäulen innerhalb der Höhlen stehen gelassen.
Besonders an den Steilküsten der Insel gibt es viele Höhlen, die teilweise natürlicher Art, teilweise künstlich angelegt sind. Sie lassen sich vor allem mit der Talayotkultur in Zusammenhang bringen und kommen in Gruppen vor. Die Höhlen in der Nähe von Ciutadella enthielten zudem einige Depots die eine rituelle Nutzung dieser Orte in der Talayotzeit erkennen lassen.
Die Formen der meisten Höhlen sind etwas entwickelter als die der Vortalayotzeit. In der Regel haben sie einen rechteckigen Gang der hinein führt, der immer niedriger als zwei Meter ist. Die Kammern sind in der Regel unregelmäßig rund (Durchmesser zwischen fünf und zehn Meter) und haben eine zentrale Säule oder seitliche Pilaster. Vom Boden bis zur Mitte der Decke laufen einige Querrippen, die den bis über 2 m hohen Raum in einzelne „Abteile“ abzugrenzen scheinen. Es gibt auch einige Höhlen die den mallorquinischen ovalen Höhlen sehr ähnlich sind, doch fast alle haben diese Unterteilungen der Hauptkammern in einzelne Bereiche. Oft wurden diese Höhlen als Wohnhöhlen interpretiert, da in den meisten keine Funde gemacht werden konnten. Es gibt nur einige wenige Erwähnungen von ehemaligen Bestattungen, sowie menschliche Überreste, die eine Funktion der Höhlen ähnlich wie der auf Mallorca sehr wahrscheinlich machen.
In jüngster Zeit wurden auf Menorca zwei Höhlen entdeckt die seit ihrer Nutzungszeit unberührt geblieben waren, sie lieferten einige spektakulären Funde und wichtige Erkenntnisse zur Nutzung der Höhlen.
Cova des Carritx und Cova des Mussol
In den Jahren 1995 und 1997 wurden auf Menorca zwei natürliche Höhlen in schwer zugänglichem Gelände entdeckt. In der Cova des Càrritx, im Südwesten von Menorca wurden unzählige menschliche Knochen und Nachweise von menschlichen Aktivitäten entdeckt die dort seit Jahrtausenden unberührt waren. Unter anderem wurde in einem schwer zugänglichen Teil der Höhle einer der spektakulärsten Funde der Vorgeschichte der Balearen entdeckt; ein mit einer Steinplatte versiegeltes Depot in dem vor allem sehr gut erhaltene Gegenstände aus Holz und menschliches Haar gefunden wurden. Nur der Fund von 1997 aus der Cova des Mussol, im Nordwesten der Insel gelegen, konnte diesen Fund noch übertreffen. In einer ähnlichen natürlichen Höhle, schwer zugänglich an einer Klippe hoch über dem Meer gelegen, entdeckte man eine Kammer die durch Steinplatten verschlossen war, nachdem diese zur Seite gebracht wurden, fand sich ein weiteres Depot mit Tongefäßen und Holzschnitzereien, von denen zwei Köpfe deutliche menschliche Züge erkennen ließen.
Die ältesten Spuren von menschlichen Aktivitäten in den beiden Höhlen wurden durch C-14 Analyse auf 1600–1400 v. Chr. bestimmt. Diese Zeit bedeutete auf den balearischen Inseln eine Zeit der Veränderungen, es wurden die Navetas errichtet und die letzten Formen der künstliche angelegten Höhlen sind etwa zeitgleich. Die beiden neu entdeckten Höhlen liefern einen Einblick in die Ideologie dieser Zeit. Im vorderen Bereich beider Höhlen wurden Reste von Feuerstellen entdeckt, hier wurden eine Reihe von verschiedenen Hölzern und Pflanzen verbrannt, von denen mehrere schlecht brennen aber dafür wohlriechend sind, wie z. B. Rosmarin. In der Nähe der Feuerstellen lagen einige essbare Tierreste, die keine Verzehrspuren aufwiesen. Große Keramikgefäße deuten wohl auf eine Opferung von Flüssigkeiten hin. Mikromorphologische Analysen zeigen, dass die Höhlen nur von Zeit zu Zeit besucht wurden, die Höhle von Es Mussol liegt außerdem so schwer zugänglich, dass sie nur übers Meer bei sehr ruhigem Seegang erreicht werden kann. In Es Càrritx fanden sich etwa 100 m vom Eingang entfernt auf einer Felsplatte Reste einer Feuerstelle in der ausschließlich Heidekraut verbrannt wurde, diese liefert keine zur Beleuchtung ausreichende Flamme dafür aber eine lang anhaltende Glut. In diese Glut hatte man kleine menschliche Knochen, vor allem von Händen und Füßen von verschiedenen Personen geworfen. In der Nähe fanden sich Knochen die wie eine vollständige menschliche Hand aussahen, beim näheren Betrachten aber stellte sich heraus, dass einer der Knochen von einem Fuß stammte und hier eine Hand „nachgestellt“ wurde. Die Felsspalten waren mit zerschlagenen Stalaktiten und menschlichen Knochen aufgefüllt worden. Am Ende der Höhle, 170 m im Inneren, stand auf einem Steinsockel eine Vase mit zwei Knubben, die dem Besucher zugewandt waren und an eine weibliche Figur erinnert.
Um 1400 verändert sich die Kultur auf den Inseln, die Eingänge der Höhlen wurden nun als Bestattungsplätze genutzt, während die hinteren Teile wohl nicht mehr betreten wurden. Viele Höhlen wurden mit einer Art Mauer verschlossen. Manche dieser Nekropolen wurden bis zum Ende der Talayotzeit hinein genutzt, was einem Zeitraum von ca. 600 Jahren entspricht.
In Es Càrritx wurden ca. 200 Menschen bestattet, eine anthropologische Untersuchung stellte große Ähnlichkeiten zwischen den Toten fest und lässt auf eine kleine soziale Einheit von ca. 13 gleichzeitig lebenden Personen schließen. Die Lebenserwartung lag bei Frauen wie Männern zwischen 40 und 45 Jahren, die Kindersterblichkeit war hoch. Erstaunlich ist, dass keine pathologischen Unterschiede zwischen Männern und Frauen feststellbar waren.
Die Beigaben sind ebenso einheitlich, vor allem v-förmig durchlochte Knöpfe und seltener Armreife aus Bronze. Die Beigaben lagen nicht bei den Toten selbst, sondern hauptsächlich hinter der Mauer am Eingangsbereich der Höhle.
In der Cova des Mussols lässt sich für das Jahr 1200 vor Chr. erneut eine Änderung in der Nutzung der Höhle erkennen. Nachdem die Archäologen die Steinplatten von dem Eingang der letzten Kammer zur Seite geschoben hatten, fanden sie auf einem Felsen den Kopf eines zooanthropomorphen Wesens. Es hatte ein menschliches Gesicht mit zwei kleinen Hörnern auf dem Kopf. Ein weiterer Kopf eines menschlichen, vermutlich männlichen, Wesens fand sich an der Wand gegenüber. Die C-14 Datierung datiert die beiden Köpfe in das 12. Jh. v. Chr. Einige Forscher meinen in dem zooanthropomorphen Köpfchen eine Figur mit Hirschgeweih erkennen zu können und deuten die Figuren als Teil eines Ritus der im Inneren der Höhle abgehalten wurde. Eine Wandlung der Religion oder der Gesellschaft, von einer ursprünglich matriarchalische ausgerichteten (Gefäß mit Brüsten) in eine patriarchalische (männlicher Kopf) wird angenommen.
In der späten Talayotzeit wurden die Höhlen wieder andersartig genutzt. Ab ca. 1050 v. Chr. lassen sich Veränderungen in der Siedlungs- und Bestattungsstruktur erkennen. In Es Càrritx wurde weiterhin bestattet, doch änderten sich die Beigaben. Anstatt den v-förmig durchlochten Knochenknöpfen wurden jetzt konkave Knöpfe, Armreife, Haarspangen, Broschen, Nadeln, Perlen, Spiralen und Ösenhalsringe aus Bronze getragen. Außerdem wurden die Toten nun anders behandelt. Während man vor 1050 v. Chr. die Toten einfach in die Höhlen hineinlegte, in denen sie dann verwesten, wurden nun einige Zeit nach dem Tode die Köpfe vom Körper getrennt. Die Schädel wurden entlang der Wände aufgestellt und teilweise gestapelt. Der Kopf erhielt nun wohl eine neue Bedeutung, denn auch ein Depot im Inneren der Höhle lässt sich in diesem Zusammenhang sehen. Ein Fundkomplex aus mehreren zylindrischen Holz-, Horn- oder Beinbehältern, die dunkles gewelltes menschliches Haar enthielten, welches deutliche Schnittspuren und Reste von roter Farbe aufwiesen. Die Haare wurden rot gefärbt und kurz nach dem Tode abgeschnitten. Des Weiteren fanden sich einige Gefäße aus Holz und Keramik (in einem steckte noch ein Spachtel) die wohl zur Zubereitung einer bestimmten Substanz gebraucht worden waren. Als besonderes Stück fand sich ein Kamm aus Holz. All diese Funde im Zusammenhang betrachtet, lassen auf ein Ritual schließen, bei dem das menschliche Haare eine große Rolle gespielt hat.
In beiden Höhlen wurden um 800 v. Chr. Opfergaben von Metall- und Elfenbeingegenständen beobachtet. Ein „Spiegel“ aus Bronze und bearbeitete Elfenbeinscheiben stellen die wichtigsten Funde dar, die Höhlen dienten nun nicht mehr für Bestattungen, sondern als Orte für Votivgaben.
Die beiden Höhlen erlebten im Laufe ihrer Nutzung also drei verschiedene Phasen:
Die frühste Phase in der die Höhlen rituell genutzt wurden und Knochen von menschlichen Individuen zusammen mit Stalaktiten in die Felsspalten gefüllt wurden.
Eine zweite Phase in der die Höhlen vornehmlich für Bestattungen im vorderen Bereich dienten. Dann noch eine dritte Phase in der die Höhlen als eine Art Heiligtum galten und verschiedene Gegenstände als Opfergaben niedergelegt wurden.